# Graham Stilwell
Graham Stilwell (Denham, 15 novembre 1945 – 31 gennaio 2019) è stato un tennista britannico.

## Biografia

### Carriera
In carriera vinse 2 titoli di doppio. Nei tornei del Grande Slam ottenne il suo miglior risultato raggiungendo i quarti di finale di doppio agli Australian Championships nel 1964, 1967 e 1968 e a Wimbledon nel 1970 e 1975.
In Coppa Davis disputò un totale di 13 partite, ottenendo 10 vittorie e 3 sconfitte.

### Vita privata
Dopo il ritiro allenò nel Regno Unito e negli USA. Aveva 5 figli: 2 maschi e 3 femmine.

## Statistiche

### Doppio

#### Vittorie (2)
| Numero | Anno             | Torneo                      | Superficie | Compagno        | Avversari in finale           | Punteggio |
| 1.     | 25 febbraio 1973 | Cologne Grand Prix, Colonia | Sintetico  | Mark Cox        | Tom Okker Marty Riessen       | 7-6, 6-3  |
| 2.     | 11 agosto 1973   | Columbus Open, Columbus     | Cemento    | Gerald Battrick | Colin Dibley Charlie Pasarell | 6–4, 7–6  |

### Doppio

#### Finali perse (4)
| Numero | Anno             | Torneo                      | Superficie | Compagno        | Avversari in finale         | Punteggio     |
| 1.     | 7 novembre 1969  | Stockholm Open, Stoccolma   | Cemento    | Andrés Gimeno   | Roy Emerson Rod Laver       | 4-6, 2-6      |
| 2.     | 18 febbraio 1973 | Copenaghen Open, Copenaghen | Sintetico  | Mark Cox        | Tom Gorman Erik Van Dillen  | 4-6, 4-6      |
| 3.     | 6 ottobre 1973   | Chicago Grand Prix, Chicago | Sintetico  | Gerald Battrick | Owen Davidson John Newcombe | 7-6, 6-7, 6-7 |
| 4.     | 23 novembre 1973 | Dewar Cup, Londra           | Sintetico  | Gerald Battrick | Mark Cox Owen Davidson      | 4-6, 6-8      |